# Greg Cook
(en) Statistiques sur pro-football-reference
Gregory Lynn Cook (né le 20 novembre 1946 à Dayton et mort le 26 janvier 2012 à Cincinnati) est un joueur américain de football américain.

## Enfance
Cook étudie à la Chillicothe High School de Chillicothe où il fait partie des équipes de baseball, basket-ball et football américain.

## Carrière

### Université
Il entre à l'université de Cincinnati où il montre ses performances, parcourant 554 yards à la passe lors d'un match des Bearcats. Il tape dans l'œil de Paul Brown, entraîneur et fondateur des Bengals de Cincinnati notamment lors d'un match contre l'université de Miami où les coéquipiers de Cook s'impose 23-21 dans un match très serré.

### Professionnel

#### Des débuts impressionnants
Greg Cook est sélectionné au premier tour du draft de l'American Football League de 1969 au cinquième choix par les Bengals de Cincinnati. La même année, Cincinnati libère John Stofa, permettant à Cook de décrocher le poste de quarterback titulaire. La carrière de Cook démarre fort avec trois victoires sur les trois premiers matchs mais lors de la troisième journée, contre Kansas City, il se blesse à l'épaule et rate les trois matchs suivants. Cook permettra à son équipe de battre les Raiders d'Oakland, équipe redoutable de l'AFL ainsi que celle de Kansas City. Après la saison 1969, il est nommé Rookie de l'année 1969 par l'UPI avec Carl Garrett.

#### Blessures et retraite
Après ce titre, Cook doit subir une intervention de son poignet mais lors de celle-ci, les médecins découvrent que son biceps est décroché. Cook subit trois opérations qui le laissent sur la touche et il décide de raccrocher le casque après sa saison de rookie excellente. 
En 1973, il tente de faire son retour, toujours avec les Bengals, mais ne réalise que trois passes au cours d'un match dont seulement une réussi, qui rapportera onze yards. Après cela, Cook met un terme à sa carrière définitivement. De nombreuses personnalités du football, dont Bill Walsh entraîneur assistant de Cincinnati, déclarèrent que Cook avait le talent de devenir un des plus grands quarterbacks de l'histoire de ce sport.

## Vie après le football américain et décès
Dès l'annonce de sa retraite, Cook s'insère dans la vie active. Dans les années 1980, il devient un consultant et commente les matchs des Bengals de Cincinnati.
Le 26 janvier 2012, peu de temps après avoir été admis à l'hôpital du Christ (The Christ Hospital) de Cincinnati, il décède d'une pneumonie à l'âge de soixante-cinq ans.

## Statistiques
Cook a joué deux saisons dans sa carrière, une à l'AFL et une en NFL. Tout confondu, il joue douze matchs dont onze comme titulaire, réussit 107 passes sur 200 pour 1865 yards, quinze passes pour touchdowns et onze passes interceptées. Il parcourt aussi 148 yards sur vingt-cinq courses et inscrit un touchdown.

## Palmarès
- Rookie de l'année 1969 en AFL